# Treiso
Treiso (piemontesisch Trèis) ist eine Gemeinde in der italienischen Provinz Cuneo (CN), Region Piemont.

## Lage und Einwohner
Treiso liegt 73 km nordöstlich von der Provinzhauptstadt Cuneo entfernt in der Weinregion Langhe auf einer Höhe von 410 m über dem Meeresspiegel. Das Gemeindegebiet umfasst eine Fläche von 9,6 km² und hat 758 Einwohner (Stand 31. Dezember 2023).
Die Nachbargemeinden sind Alba, Barbaresco, Neive, Neviglie und Trezzo Tinella.

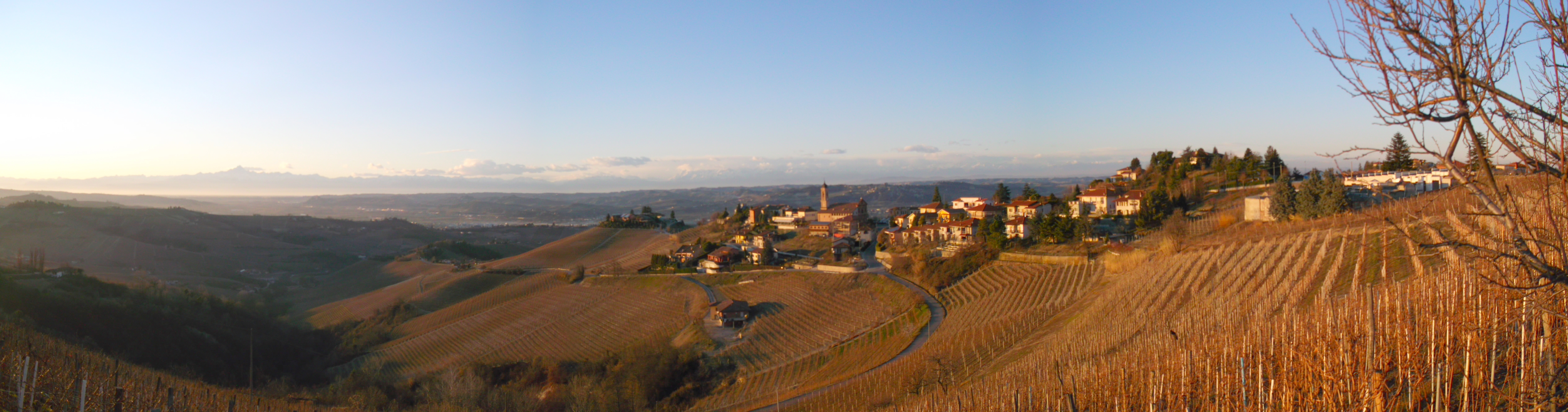
Panorama Treiso

## Geschichte

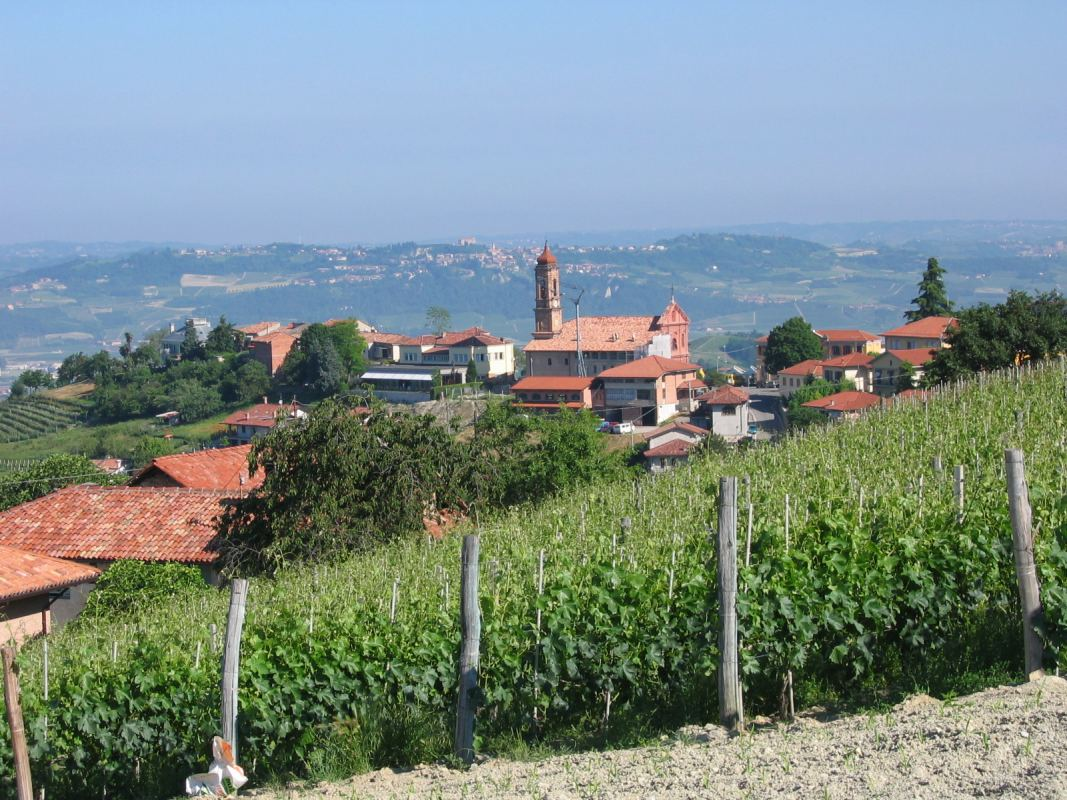
Blick über Treiso

Die Herkunft des Namens ist ungewiss. Einige Gelehrte schlagen jedoch „Terricium“ mit dem Wert „fruchtbares Land“ vor, doch die Hypothese scheint nicht sehr zuverlässig zu sein, da es in der mittelalterlichen Dokumentation überhaupt keine ähnlichen Formen gibt. Auch wenn die Etymologie des Namens ungewiss ist, ist die menschliche Präsenz in der Gegend sicherlich sehr alt. Einige wichtige prähistorische Funde bezeugen dies und die vielen wertvollen römischen Funde, die in diesem Gebiet gefunden wurden, belegen dies. Eine indirekte Bestätigung ergibt sich auch aus der Überlieferung, nach der die Familie des Kaisers Publius Aelius Pertinax aus dem Pertinace-Gebiet von Treiso stammte.
Im Laufe der Jahrhunderte verfolgte das Dorf die historischen Ereignisse von Alba. Es gibt keine historisch-architektonischen Zeugnisse von besonderem Wert, mit Ausnahme der Pfarrkirche Mariä Himmelfahrt aus dem Jahr 1755, deren zweigeteilte Terrakottafassade durch Nischen mit Statuen bereichert ist. Der Stil des Gebäudes ist klassisch in der Struktur, barock in den Dekorationen; Der einschiffige Innenraum beherbergt zwei Seitenkapellen und einen wertvollen Holzaltar aus dem 18. Jahrhundert.
Die Gemeinde Treiso entstand 1957 aufgrund eines Gesetzesentwurfs und löste sich von Barbaresco, zu dem sie noch gehörte.
Seit 2010 trägt ein Asteroid im Hauptgürtel, zwischen Mars und Jupiter, offiziell den Namen 13494 Treiso.

## Kulinarische Spezialitäten
In Treiso werden Reben für den Dolcetto d’Alba, einen Rotwein mit DOC Status angebaut. Die Beeren der Rebsorten Spätburgunder und/oder Chardonnay dürfen zum Schaumwein Alta Langa verarbeitet werden. Die Muskateller-Rebe für den Asti Spumante, einen süßen DOCG-Schaumwein mit geringem Alkoholgehalt sowie für den Stillwein Moscato d’Asti wird hier ebenfalls angebaut.

## Gemeindepartnerschaft
- Ruoms, Département Ardèche, seit 1992
- Geislingen, Zollernalbkreis, seit 2017 als Ringpartnerschaft